# Gustavo Mostajo
Gustavo Eduardo Mostajo Ocola (Arequipa, 18 de agosto de 1973) es un ingeniero agrónomo peruano que se desempeñó como Ministro de Agricultura y Riego del Perú durante el gobierno del presidente Martín Vizcarra.

## Biografía
Es ingeniero agrónomo egresado de la Universidad Católica de Santa María.
Se desempeñó funciones en oficinas del Servicio Nacional de Sanidad Agraria (Senasa). También fue nombrado como director general de Cuarentena Vegetal del mismo organismo.
Además, fue representante del sector Agricultura en la Feria Internacional de Fruit Logistica 2015 efectuada en Berlín, Alemania. Fue designado en el cargo de agregado agrícola por el Ministerio de Comercio Exterior y Turismo (Mincetur) para la Oficina Comercial del Perú en el Exterior (OCEX) en Brasil.
El 2 de abril de 2018 juramentó como Ministro de Agricultura y Riego, en el primer gabinete del presidente Martín Vizcarra Cornejo, ocupando dicho cargo hasta el 11 de marzo de 2019.